# Salusand
Salusand, eller Salusanden, är ett Natura 2000-område som ligger i Örnsköldsviks kommun, 45 kilometer norr om Örnsköldsvik. Det består av en kilometerlång sandstrand med lättrörliga sanddyner och omfattar 2,3 hektar och avsattes 2006.
Området är på sommaren ett väl besökt havsbad, Salusands havsbad.
Salusand avsattes som reservat av två skäl.
- Här finns sandstränder med flerårig vegetation som behöver bevaras, med typiska arter som saltarv (Honckenya peploides) och strandvial (Lathyrus japonicus).
- Här finns också den fridlysta bottniska malörten eller bottenviksmalörten, (Artemisia campestris ssp. bottnica), som är en underart av den vanligare fältmalörten. [3] Den förekommer med en population på ungefär 250 individer (2006).[1]

Den bottniska malörten är endemisk för Sverige och Finland med en utbredning framför allt på den svenska sidan. Den växer främst på sandiga stränder och strandängar, men kan också förekomma i sandiga kulturmiljöer och skräpmarker.
I området har även påträffats ärtröksvamp (Pisolithus arhizus).

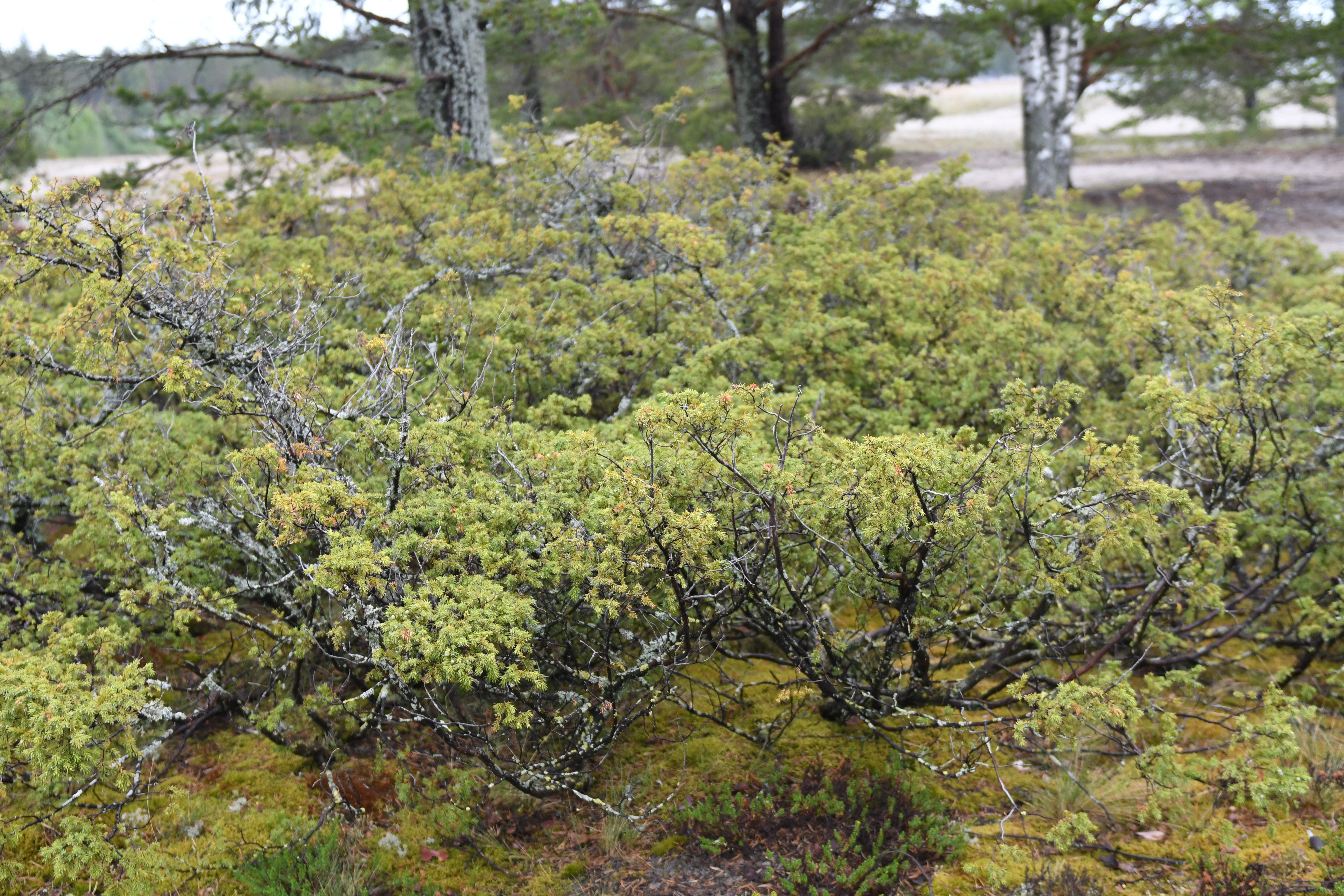
Enbuske i Salusand